# Пиляндыш
Пиляндыш — посёлок в Уржумском районе Кировской области, административный центр Пиляндышевского сельского поселения.

## География
Находится в левобережье Вятки на берегу озера Пиляндыш на расстоянии примерно 28 километров на восток-юго-восток от районного центра города Уржум.

## История
Основан в 1935-1937 годах, что связано с началом здесь лесоразработок. В 1950 году в нём учтено дворов 399 и жителей 1254, в 1989 отмечено 999 жителей. В посёлке существует община старообрядцев филипповского согласия.

## Население
Постоянное население  составляло 705 человек (русские 83%) в 2002 году, 529 в 2010.